# Referendum in Estland über den Beitritt zur Europäischen Union

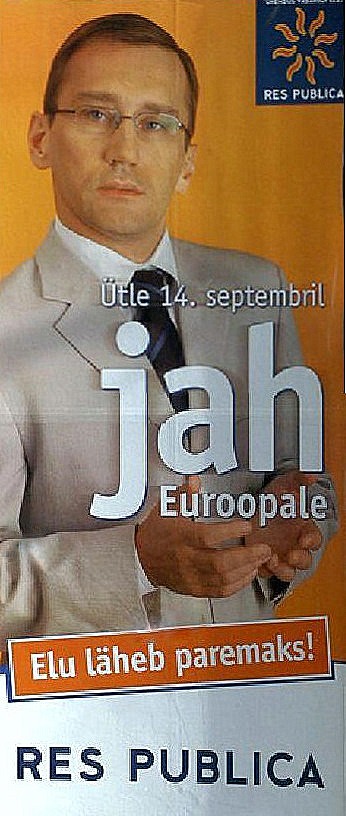
Wahlkampfplakat der Res Publica zur Abstimmung

In einer Referendum am 14. September 2003 hatten die Wähler Estlands über den Beitritt des Landes zur Europäischen Union zu entscheiden. Mehr als zwei Drittel der Abstimmenden stimmten für den Beitritt, der dann am 1. Mai 2004 erfolgte.

## Vorgeschichte
Seit der Unabhängigkeit Estlands 1991 nach dem Zerfall der Sowjetunion war der Beitritt zur Europäischen Union ein Ziel der estnischen Politik. Man erhoffte sich dadurch die Unterstützung beim wirtschaftlichen Aufbau, die Stärkung oder Wiederbelebung alter kultureller Verbindungen zu Mittel- und Westeuropa, die während der Zeit der Sowjetherrschaft verloren gegangen waren, und auch eine Stärkung der Position Estlands gegenüber dem großen Nachbarn Russland. Im Jahr 1997 begannen die Verhandlungen über die EU-Mitgliedschaft und Estland wurde auf dem EU-Gipfel vom 12.–13. Dezember 2002 offiziell eingeladen, der Europäischen Union als Mitgliedsstaat beizutreten. Der Riigikogu beschloss darauf, die Bevölkerung in einem Referendum über die Frage des Beitritts zu konsultieren.
Die den Wählern am 14. September 2003 vorgelegte, mit ‚jah‘ oder ‚ei‘ (Ja/Nein) zu beantwortende Frage lautete:

„Kas Teie olete Euroopa Liiduga ühinemise ja Eesti Vabariigi põhiseaduse täiendamise seaduse vastuvõtmise poolt?“

„Sind Sie für den Beitritt der Republik Estland zur Europäischen Union und für die entsprechende Änderung der Verfassung?“

## Ergebnisse
Die folgende Tabelle zeigt die Ergebnisse des Referendums in den einzelnen Regionen Estlands. Die Wahlbeteiligung lag landesweit bei 64,06 %.

Grafische Darstellung des Abstimmungsergebnisses

| Kreis             | Wahl- berechtigte | Abstimmende | Ungültige Stimmen | Ja     | Ja    | Nein   | Nein  |
| Kreis             | Wahl- berechtigte | Abstimmende | Ungültige Stimmen | Zahl   | %     | Zahl   | %     |
| ----------------- | ----------------- | ----------- | ----------------- | ------ | ----- | ------ | ----- |
| Kreis Harju       | 79598             | 54123       | 202               | 37670  | 69,86 | 16251  | 30,14 |
| Kreis Hiiu        | 8524              | 5613        | 26                | 3793   | 67,89 | 1794   | 32,11 |
| Kreis Ida-Viru    | 65049             | 36370       | 171               | 20634  | 57,00 | 15565  | 43,00 |
| Kreis Jõgeva      | 28879             | 17316       | 100               | 11309  | 65,69 | 5907   | 34,31 |
| Kreis Järva       | 29980             | 18901       | 65                | 12886  | 68,41 | 5950   | 31,59 |
| Kreis Lääne       | 21022             | 13287       | 51                | 8759   | 66,18 | 4477   | 33,82 |
| Kreis Lääne-Viru  | 48350             | 29406       | 161               | 19315  | 66,05 | 9930   | 33,95 |
| Kreis Põlva       | 25471             | 14701       | 93                | 9043   | 61,90 | 5565   | 38,10 |
| Kreis Pärnu       | 67328             | 42982       | 172               | 28573  | 66,74 | 14237  | 33,26 |
| Kreis Rapla       | 28256             | 18066       | 72                | 11597  | 64,45 | 6397   | 35,55 |
| Kreis Saare       | 28869             | 17825       | 65                | 11084  | 62,41 | 6676   | 37,59 |
| Kreis Tartu       | 36319             | 22033       | 109               | 14967  | 68,27 | 6957   | 31,73 |
| Kreis Valga       | 25008             | 15028       | 76                | 9314   | 62,29 | 5638   | 37,71 |
| Kreis Viljandi    | 44264             | 27268       | 134               | 18494  | 68,16 | 8640   | 31,84 |
| Kreis Võru        | 30813             | 18888       | 89                | 10955  | 58,27 | 7844   | 41,73 |
| Stadt Tallinn     | 227361            | 156779      | 554               | 107405 | 68,75 | 48820  | 31,25 |
| Stadt Tartu       | 72623             | 47249       | 584               | 33859  | 72,56 | 12806  | 27,44 |
| Estland insgesamt | 867714            | 555835      | 2724              | 369657 | 66,83 | 183454 | 33,17 |